# Gloria Schoemann
Gloria Schoemann (née le 24 juillet 1910 à Mexico, morte le 1er septembre 2006 à Mexico) est une monteuse mexicaine de cinéma. Elle est créditée sur plus de 200 films et la médaille Salvador-Toscano lui est décernée en 1993 pour l'ensemble de sa carrière.

## Filmographie sélective
- 1944 : María Candelaria d'Emilio Fernández
- 1944 : La Guerra de los pasteles d'Emilio Gómez Muriel
- 1945 : Las Abandonadas d'Emilio Fernández
- 1945 : Bugambilia d'Emilio Fernández
- 1946 : Enamorada  d'Emilio Fernández
- 1947 : La Perle (La perla) d'Emilio Fernández
- 1949 : Les Bas-fonds de Mexico (Salon Mexico) d'Emilio Fernández
- 1949 : La Mal aimée (La Malquerida) de Emilio Fernández
- 1951 : Quartier interdit d'Emilio Fernández
- 1952 : Désir interdit d'Emilio Fernández
- 1953 : La Capitaine rouge de Thomas Carr
- 1953 : L'Enfant et le Brouillard de Roberto Gavaldón
- 1954 : Rita, fille ardente de Julio Bracho
- 1954 : La Révolte des pendus d'Alfredo B. Crevenna et Emilio Fernández
- 1956 : Le Vœu d'Alfredo B. Crevenna
- 1957 : Yambao, fille de Satan d'Alfredo B. Crevenna
- 1959 : Flor de mayo de Roberto Gavaldón
- 1967 : The Bandits de Robert Conrad et Alfredo Zacarias
- 1983 : Mundo mágico (omnibus)

## Distinctions
- 1947 : Ariel d'Argent du Meilleur Montage pour Enamorada d'Emilio Fernández
- 1954 : Ariel d'Argent du Meilleur Montage pour L'Enfant et le Brouillard
- 1955 : Ariel d'Argent du Meilleur Montage pour La Révolte des pendus
- 1993 : médaille Salvador-Toscano
- 2004 : Ariel d'Or Spécial pour l'ensemble de sa carrière